# Arroyo del Sauce (Arroyo Grande, rechtsseitig III)
Der Arroyo del Sauce ist ein Fluss in Uruguay.
Er entspringt südlich von Andresito in der Cuchilla de Marincho, südlich der Quelle des Arroyo Agua Dulce und unmittelbar nördlich der dort eine Kreuzung bildenden Ruta 14. Von dort verläuft er auf dem Gebiet des Departamentos Flores in nordwestliche Richtung. Er mündet südwestlich von Andresito an der dort gelegenen Grenze zum Nachbardepartamento Soriano als rechtsseitiger Nebenfluss in den Arroyo Grande.